# Jānis Vagris
Jānis Vagris, russisch Яанис Яанович Вагрис, Janis Janowitsch Vagris (* 17. Oktober 1930 in Nauditēs Pagasts, Lettland; † 6. Januar 2023) war ein sowjetischer bzw. lettischer Politiker. Er war vom 4. Oktober 1988 bis zum 7. April 1991 Erster Sekretär der Kommunistischen Partei Lettlands, der Unterorganisation der Kommunistischen Partei der Sowjetunion in der Lettischen SSR.

## Leben
1958 wurde Vagris Mitglied der KPdSU. Er war von 1985 bis 1988 Vorsitzender des Obersten Sowjets der Lettischen SSR und übernahm am 4. Oktober 1988 von Boris Pugo das Amt des Ersten Sekretärs der Lettischen Kommunistischen Partei. Er blieb bis zum 7. April 1990 im Amt und wurde von Alfred Rubiks abgelöst.

## Auszeichnungen
Er erhielt 2010 den Drei-Sterne-Orden.